# Godfrid Haraldsson
Godfrid Haraldsson (820 circa – 856 circa) è stato il figlio del re danese Harald Klak.

## Biografia
Nell'826 venne battezzato con i genitori a Magonza nel regno franco, con il principe Lotario a fare da padrino.
Dopo il battesimo Godfrid rimase al seguito di Lotario, fino alla caduta avvenuta attorno all'840, quando Godfrid tornò in Danimarca. Qui fece coppia con Rorik, figlio del fratello del padre. Nell'850 si riunirono con Lotario attaccando il Dorestad. Rorik prese possesso della Frisia. Godfrid continuò a saccheggiare le Fiandre e l'Artois, tornando poi in Danimarca per l'inverno. Nell'851 fece ritorno, colpendo la Frisia ed i dintorni del Reno, per poi risalire la Schelda ed attaccare il Gand e l'abbazia di Drongen.
Dopo un altro inverno in Danimarca, Godfred tornò di nuovo in Francia nell'853. Il 9 ottobre 853 risalì la Senna. La flotta superò Rouen, fino a raggiungere Pont-de-l'Arche, ed accampandosi su un'isola nei pressi di Les Andelys. Carlo il Calvo convocò il proprio esercito, così come Lotario. I due schieramenti si affrontarono per tutto l'inverno, con i Franchi che non avevano a disposizione navi per attaccare i vichinghi. Lo stallo si risolse nella primavera dell'853, quando Godfred ripartì, probabilmente con un tributo.
Nell'855 Godfred ed il cugino Rorik tentarono di conquistare la Danimarca dopo la morte di re Horik I. Il tentativo fallì ed essi ritornarono lo stesso anno, riprendendosi Dorestad e buona parte dell'area oggi nota come Paesi Bassi. A questo punto le fonti conosciute non parlano più di Godfred, che probabilmente morì poco dopo.